# Огородники (Брянская область)
Огоро́дники — деревня в Почепском районе Брянской области России. Входит в состав Доманичского сельского поселения.

## География
Деревня находится в центральной части Брянской области, в зоне хвойно-широколиственных лесов, в пределах Полесской низменности, на расстоянии примерно 13 км (по прямой) к северо-западу от города Почеп, административного центра района. Абсолютная высота — 173 м над уровнем моря.

### Климат
Климат характеризуется как умеренно континентальный, с тёплым летом и умеренно холодной зимой. Среднегодовая многолетняя температура воздуха составляет 5,2 °С. Средняя температура воздуха самого тёплого месяца (июля) — 18,4 °C (абсолютный максимум — 37,6 °C); самого холодного (января) — −8,1 °C (абсолютный минимум — −38 °C). Безморозный период длится 195—220 дней. Среднегодовое количество атмосферных осадков составляет 500—550 мм, из которых большая часть выпадает в тёплый период. Снежный покров держится в течение 125 дней. Преобладающие направления ветра в течение года южное и западное.

### Часовой пояс
Деревня Огородники, как и вся Брянская область, находится в часовой зоне МСК (московское время). Смещение применяемого времени относительно UTC составляет +3:00.

## Население
| 2010 | 2013 |
| ---- | ---- |
| 32   | ↘28  |

### Национальный состав
Согласно результатам переписи 2002 года, в национальной структуре населения русские составляли 98 % из 61 чел.